# 小行星6599
小行星6599（英語：6599 Tsuko）是一颗围绕太阳公转的小行星。1988年8月8日，圓舘金、渡邊和郎在北见发现了此天体。
这颗小行星的绝对星等为115.92579等。